# Kantai Collection
Kantai Collection (艦隊これくしょん?) o KanColle (艦これ?) è un free-to-play online social card game sviluppato dalla Kadokawa Games. Protagoniste del gioco sono riproduzioni antropomorfe delle navi da battaglia della seconda guerra mondiale, e ci sono 2 000 000 di giocatori in Giappone. Un adattamento anime, prodotto da Diomedéa e basato sul gioco, è stato annunciato nel settembre 2013 e ha iniziato la messa in onda il 7 gennaio 2015 sull'emittente televisiva Tokyo MX e altre reti e si è concluso il 25 marzo. Una seconda stagione e un film, tutte e due animati, sono stati annunciati. Il film, intitolato KanColle: The Movie, è stato distribuito da Kadokawa Pictures nel novembre 2016. La seconda stagione della serie animata, intitolata KanColle: Itsuka Ano Umi de (Let's Meet at Sea), è stata trasmessa dal 4 novembre 2022 al 25 marzo 2023.   

## Modalità di gioco
Il giocatore impersona un ammiraglio (提督?, teitoku) a cui viene affidato il comando della nuova flotta giapponese per combattere gli abissali. Il gameplay è incentrato sulla formazione di squadroni formati da 1 a 6 personaggi, e poi l'invio di suddette squadre in missione nelle varie mappe dei 6 mondi disponibili. Come detto prima, ogni personaggio è una versione femminile antropomorfa di note navi da guerra della seconda guerra mondiale, nel gioco chiamate «Fleet Girls» (艦娘?, kanmusu). L'aspetto fisico delle kanmusu è direttamente proporzionato al tonnellaggio delle loro controparti nella vita reale. Il combattimento è in gran parte automatizzato e le azioni manuali del giocatore comprendono la microgestione come la costruzione e la riparazione. Il giocatore può controllare fino a quattro flotte diverse.
Si progredisce nel gioco avanzando per le mappe, guadagnando punti esperienza tramite grinding, ottenendo nuove kanmusu, mentre si riparano quelle già in proprio possesso, e compiendo missione per ottenere risorse. Nuove attrezzature possono essere realizzate permettendo alle kanmusu di equipaggiarsi di armi diverse a seconda della situazione. L'acquisizione di nuove kanmusu avviene tramite il drop alla fine di una battaglia o tramite la costruzione nel cantiere (operazione fortemente basata sull'RNG). La randomizzazione è anche una componente chiave nei meccanismi di battaglia, nella progressione nelle mappe e nello sviluppo degli equipaggiamenti. La costruzione, rifornimento e riparazione delle navi fa affidamento su quattro risorse del gioco: carburante, munizioni, acciaio e bauxite; tali forniture aumenteranno gradualmente.
Le navi possono essere personalizzate con l'aggiunta di varie apparecchiature all'interno dei loro spazi vuoti, che aggiungono un attributo bonus e in alcuni casi fornire effetti speciali; tali attrezzature includono cannoni navali, cannoni antiaerei, siluri, antisiluranti, bombardieri in picchiata, aerei da combattimento, idrovolanti, aerei da ricognizione, radar, turbine a vapore, pezzi speciali d'artiglieria, cariche di profondità, sonar, taniche tamburo, sonar e rigonfiamenti anti-siluro. L'efficacia delle navi da combattimento dipende dai parametri attribuiti, ovvero punti ferita, corazza, evasione, capacità aeromobili, velocità, raggio d'attacco, potenza di fuoco, siluro, anti-aria, anti-sommergibile, line-of-sight e fortuna.
Le kanmusu sono in grado di diventare più forti ogni volta guadagnano esperienza e salgono di livello dopo le battaglie, ed entro un certo livello possono essere modernizzate con i modelli più avanzati tecnologicamente. Una kanmusu può essere utilizzata per «alimentare» le altre kanmusu attraverso un processo noto come «modernizzazione» (近代化改修?, kindaika Kaishu), che attribuisce alla nave da potenziare delle statistiche fisse, perdendo la nave usata per il potenziamento. Le navi possono sentirsi affaticate dopo le sortite; queste diminuiscono di attributi. Al contrario, le navi spumanti se li ritrovano aumentati. Si può alleviare la propria fatica concedendo un po' di tempo di riposo oppure recuperando il morale della flotta per mezzo della nave alimentare giapponese Mamiya. Quando si danneggiano le loro icone le rappresentano graficamente come tali, con vestiti strappati e l'aspetto malconcio; se la durata di una nave scende a zero essa affonda e l'Ammiraglio perde un membro della sua flotta. Non è possibile recuperare una nave scesa a zero a meno che il giocatore non sia in possesso di un oggetto di ripristino d'emergenza per riportarla indietro.
Il gioco è free-to-play, ma bonus e premi possono essere ottenuti usando denaro e carte di credito nello shop, con espansioni sulle riparazioni, sul cantiere, materiali speciali e eccetera. Per esempio, esiste un oggetto shop «anello e documenti per il matrimonio» che consente ai giocatori che hanno completato una serie di 4 quest particolari di ricevere tale oggetto e «sposare» una ragazza-nave che è al livello 99, aumentandone le statistiche e il livello massimo raggiungibile a 165. L'oggetto viene dato gratuitamente una volta sola al giocatore, quindi ogni altro «matrimonio» dovrà essere fatto acquistando l'oggetto dallo shop. Si può ripetere tale processo quante volte si vuole e non ci sono limiti al numero di ragazze da «sposare».
I giocatori possono battersi tra loro oltre che con l'intelligenza artificiale. Il gioco è esclusivo del Giappone. La notorietà del gioco fu tale che dall'agosto del 2013 in poi le nuove registrazioni dei giocatori vengono sorteggiate attraverso una lotteria periodica, in quanto i server si sovraccaricarono per il numero eccessivo di iscritti.

### Tipi di nave
Navi da battaglia (戦艦?)
Hanno un'alta potenza di fuoco e una resistente corazza. Se equipaggiate con più di un cannone principale garantiscono un doppio attacco contro le flotte nemiche. Il loro impiego necessita di molte risorse.
Portaerei (正規空母?)
Consentono di effettuare attacchi aerei preventivi prima delle battaglie. Hanno lunghi tempi di riparazione, sono costose da mantenere e richiedono bauxite. Non possono attaccare di notte.
Portaerei leggere (軽空母?)
Consumano meno carburante delle portaerei standard e sono in grado di danneggiare i sottomarini, ma possiedono una corazza più leggera. Come le portaerei standard, non possono attaccare di notte.
Portaerei corazzate (装甲空母?)
Capaci di continuare operazioni di bombardamento anche con danni medi alla corazzatura.
Navi appoggio idrovolanti (水上機母艦?)
Possiedono un'alta rilevazione delle statistiche di formazione nemica. In gran parte deboli. Possono essere equipaggiate con sottomarini e idrovolanti, e possono attaccare i sottomarini. È possibile ristrutturarle per convertirle in portaerei leggere.
Incrociatori pesanti (重巡洋艦?)
In grado di infliggere danni significativi, ma consumano molto carburante. Hanno delle statistiche complessive decenti, ma non eccellono in alcuna area in particolare.
Incrociatori leggeri (軽巡洋艦?)
Forti, di tipo anti-sommergibile, efficaci durante il combattimento notturno. Hanno una bassa resistenza e servono come supporto. Anche se un po' più forti dei cacciatorpediniere, la potenza di fuoco e la corazzatura sono ancora limitati. Il loro mantenimento non necessita di troppe risorse.
Cacciatorpediniere (駆逐艦?)
Ottima scelta per le battaglie notturne e nelle battaglie contro sommergibili, oltre a essere poco costose da mantenere con consumi ridotti di carburante e costi di riparazione economici. Dispongono di un alto tasso di evasione, ma hanno anche limitata potenza di fuoco e corazzatura leggera.
Incrociatore lanciasiluri (重雷装艦?)
Ristrutturate da alcuni incrociatori leggeri, sono in grado di distribuire sottomarini, consentendo un attacco con siluro preventivo.
Sottomarini (潜水艦?)
Hanno la salute più bassa tra tutte le navi e consumano una quantità quasi irrilevante di risorse. Possono però causare danni anche gravi con i siluri equipaggiati. Possono essere attaccate solo da certi tipi di nave. Possiedono un alto tasso di evasione, ma sono deboli contro navi equipaggiate con cariche di profondità e sonar. Capaci di attaccare preventivamente all'inizio di una battaglia.
Sommergibili portaerei (潜水空母?)
In grado di trasportare idrovolanti.
Corazzata d'aviazione (航空戦艦?)
Versione ammodernata di alcune navi da battaglia. Offrono una potenza di fuoco inferiore a quella navi di battaglia standard, ma possono essere equipaggiate con idrovolanti bombardieri, in grado di attaccare i sottomarini.
Incrociatore d'aviazione  (航空巡洋艦?)
Ristrutturate da alcuni incrociatori pesanti. Come per la corazzata d'aviazione possono attrezzarsi di idrovolanti bombardieri e colpire i sottomarini. Da notare la particolare predisposizione di queste navi a equipaggiare i caccia-idrovolanti, aerei che risultano parecchio utili contro gli aerei nemici quando non è possibile usare portaerei.
Navi d'assalto anfibi (揚陸艦?)
Possono equipaggiare girocotteri, svolgono il ruolo di anti-sommergibili, mentre attrezzati con mezzi da sbarco aggiungono un bonus di risorse per le spedizioni.
Navi riparatrici (工作艦?)
Al momento esiste solo una nave di questa categoria. Se posizionata nel primo slot della flotta principale, è in grado di riparare automaticamente la nave nello slot sottostante, più 1 nave per ogni unità di riparazione equipaggiata. Si possono quindi riparare fino a 5 navi contemporaneamente.
Navi di difesa costiera (海防艦?)
introdotte durante l'evento invernale 2017; svolgono funzione anti-sommergibile e sono caratterizzate da un design più carino e infantile, in quanto di inferiori dimensioni rispetto ai cacciatorpediniere.

## Media

### Videogioco
Dopo l'uscita del videogioco principale online, un titolo per PlayStation Vita, chiamato KanColle Kai (艦これ改?) è stato annunciato ed è stato pubblicato nel febbraio del 2016. 
Alla fine dell'evento estivo 2017, durante un evento con i fan in Giappone, viene anticipata la trama dell'evento autunnale e il passaggio di KanColle dall'ormai vecchia tecnologia Flash a HTML5 entro la primavera 2018.
Tuttavia, nonostante il team di sviluppo per poter avere il tempo di adattare i server alla transizione verso HTML5 abbia deciso di sostituire il consueto evento primaverile 2018 con un mini-evento orientato al farming di nuovi equipaggiamenti, l'annuncio dell'effettivo passaggio a un primo blocco in HTML5 arriva il 19 luglio tramite l'account twitter dello staff di gioco che comunica il passaggio a HTML5 dall'inizio di agosto 2018.

### Manga
Numerosi manga sono stati adattati dal videogioco, il primo in assoluto è quello di Ryōta Momoi, che è stato serializzato a partire dal 23 aprile 2013 nella rivista bi-mensile, Famitsu Comic Clear, è stato disegnato seguendo lo stile Yonkoma.

### Anime
La serie animata è diretta da Keizō Kusakawa e la sceneggiatura è di Jukki Hanada. Il cast della serie animata è rimasto invariato da quello del videogioco. L'anime ha debuttato il 7 gennaio 2015, l'opening si intitola "Miiro" ed è cantata da Akino dei bless4, invece l'ending è "Fubuki" di Shiena Nishizawa.

#### Episodi
| Nº | Giapponese 「Kanji」 - Rōmaji                                                      | In onda          | In onda |
| Nº | Giapponese 「Kanji」 - Rōmaji                                                      | Giapponese       |         |
| 1  | 「初めまして！司令官！」 - Hajimemashite! Shireikan!                               | 8 gennaio 2015   |         |
| 2  | 「悖らず、恥じず、憾まず！」 - Motorazu, Hajizu, Uramazu!                          | 15 gennaio 2015  |         |
| 3  | 「W島攻略作戦！」 - U-Tō Kōryaku Sakusen!                                          | 22 gennaio 2015  |         |
| 4  | 「私たちの出番ネ！ Follow me!」 - Watashi-tachi no Deban ne! Forō mī!              | 29 gennaio 2015  |         |
| 5  | 「五航戦の子なんかと一緒にしないで！」 - Gokōsen no Ko nanka to Issho ni Shinaide! | 5 febbraio 2015  |         |
| 6  | 「第六駆逐隊、カレー洋作戦！」 - Dai-Roku-Kuchikutai, Karē-yō Sakusen!             | 12 febbraio 2015 |         |
| 7  | 「一航戦なんて、大ッッキライ！」 - Ikkōsen nante, Dai-kkkirai!                     | 19 febbraio 2015 |         |
| 8  | 「ホテルじゃありませんっ！」 - Hoteru ja Arimasen!                                 | 26 febbraio 2015 |         |
| 9  | 「改二っぽい？！」 - Kai Ni-ppoi?!                                                 | 5 marzo 2015     |         |
| 10 | 「頑張っていきましょー！」 - Ganbatte Ikimashō!                                    | 12 marzo 2015    |         |
| 11 | 「MI作戦！発動！」 - Emu Ai Sakusen! Hatsudō!                                      | 19 marzo 2015    |         |
| 12 | 「敵機直上、急降下！」 - Tekki Chokujō, Kyūkōka!                                   | 26 marzo 2015    |         |